# HD 86358
HD 86358，又名BD+28 1824，SAO 81120、HR 3936，是一颗恒星，视星等为6.3，位于銀經201.68，銀緯51.82，其B1900.0坐标为赤經9h 52m 42.8s，赤緯+28° 51.82′ 12″。